# شیرعلی خیرالله‌اف
سپهبد شیرعلی خیرالله‌اف از سال ۱۹۹۵ تا ۲۰۱۳ به مدت هجده سال عهده‌دار وزارت دفاع تاجیکستان بود. خیرالله‌اف در دوران اتحاد شوروی، از دانشگاه تاجیکستان در رشته اقتصاد فارغ‌التحصیل شد و سپس به مدت هفت سال در ارتش ازبکستان، خدمت نمود. وی همچنین به مدت ۱۱ سال در مقام "اداره‌کننده نظام مؤسسات بسته تاجیکستان" ادای وظیفه کرد. پیش از انتصابش به مقام وزارت دفاع تاجیکستان در سال ۱۹۹۵، وی هفت سال معاونت وزارت کشور تاجیکستان را بر عهده داشت .